# Duitse militaire begraafplaats in Karlshagen
De Duitse militaire begraafplaats in Karlshagen is een militaire begraafplaats in Mecklenburg-Voor-Pommeren, Duitsland. Op de begraafplaats liggen omgekomen militairen, burgers, krijgsgevangenen en dwangarbeiders uit de Tweede Wereldoorlog.

## Begraafplaats
Op de begraafplaats rusten circa 2250 slachtoffers. De meeste slachtoffers (ca. tweeduizend) zijn omgekomen tijdens geallieerde bombardementen op Peenemünde en Karlshagen.
Er zijn daarnaast ook twee massagraven met respectievelijk 56 en 213 slachtoffers aangelegd voor de omgekomen dwangarbeiders uit de kampen Trassenheide I en Trassenheide II, Außenlager van Ravensbrück. Zij kwamen om het leven tijdens de werkzaamheden aan de V2-installaties in Peenemünde.